# ГЕС Салуда
ГЕС Салуда — гідроелектростанція у штаті Південна Кароліна (Сполучені Штати Америки). Знаходячись після ГЕС Buzzards Roost (15 МВт), становить нижній ступінь каскаду на річці Салуда, яка дренує східний схил Аппалачів та є правою твірною Конгарі, котра в свою чергу становить правий витік річки Санті (впадає до Атлантичного океану за шість десятків кілометрів на північний схід від Чарлстона).
У 1927—1930 роках річку перекрили земляною греблею Dreher Shoals висотою 65 метрів та довжиною 2377 метрів, яка потребувала 1 млн м3 породи. Вона утримує витягнуте по долині річки на 66 км водосховище Мюррей з площею поверхні 194 км2 та об'ємом 2 млрд м3, в якому припустиме коливання рівня в операційному режимі між позначками 105 та 110 метрів НРМ. В 2002—2005 роках з метою підвищення сейсмічної безпеки долину Салуди одразу після земляної перекрили греблею такої ж висоти 65 метрів з ущільненого котком бетону.
У 1930-му станцію обладнали чотирма турбінами типу Френсіс потужністю по 32,5 МВт, розрахованими на використання напору 55 метрів. В 1966-му одну з них модернізували до показника у 42,3 МВт, а ще через п'ять років встановили додаткову турбіну того ж типу потужністю 67,5 МВт, котра використовує напір у 48 метрів.